# Richard MacLennan
Richard Douglas MacLennan (Sault Ste. Marie, 11 maart 1991) is een Canadees langebaanschaatser. Naast zijn langebaanschaatscarrière volgt hij een studie aan de Universiteit van Calgary.

## Biografie

### Jeugdjaren
MacLennan beoefende als eerste sport ijshockey, Canada's nationale wintersport. Hij doorliep in deze sport veel competities en had ook potentieel voor de sport. Toen hij elf jaar oud was probeerde hij voor het eerst om te schaatsen. De daaropvolgende paar jaar ging MacLennan langebaanschaatsen meer gebruiken voor het verbeteren van het schaatsen bij het ijshockey. Daarvoor moest hij zich inschrijven voor wedstrijden en daarbij deed MacLennan het zeker niet onverdienstelijk. Hij bleef de sporten combineren tot hij vijftien jaar was. Toen besloot hij om verder te gaan in het langebaanschaatsen.

### Langebaanschaatsen
In 2007 was MacLennan een deelnemer aan de Winterspelen van Canada, deze vonden plaats in Whitehorse. Hij wist hierbij de gouden medaille te behalen op de 500 meter, hij was hiermee een van de jongste atleten ooit uit Ontario. Daarnaast reed MacLennan tevens een kampioenschapsrecord.

#### Seizoen 2008/2009
Voor aanvang van het seizoen 2008-2009 verhuisde hij naar Calgary, om meer tijd op het ijs door te kunnen brengen. Dit werkte, want hij kwalificeerde zich voor het Wereldkampioenschap voor Junioren in Zakopane. Daarbij won een zilveren medaille op de 500 meter. Ook eindigde hij op de zesde plaats op de 1000 meter.

#### Seizoen 2009/2010
In het seizoen 2009-2010 had MacLennan zijn zinnen gezet op deelname aan de Olympische Winterspelen in eigen land. Dit lukte niet, dus besloot hij zich volledig te richten op de Wereldkampioenschappen voor Junioren in Moskou. In aanloop naar het kampioenschap moest MacLennan de volgende tegenslag verwerken: de schoen van zijn linkerschaats scheurde door de midden. Het defect werd enigszins provisorisch verholpen en de schaats bleek voldoende bruikbaar. Hij wist namelijk op zowel de 500 als de 1000 meter de zilveren medaille te bemachtigen, verder werd hij tiende op de 1500 meter.

#### Seizoen 2010/2011
Het seizoen 2010-2011 was het eerste seizoen bij de senioren voor MacLennan, hij werd daardoor lid van het National Development Team (Canadese opleidingsploeg). Hij zorgde er in dit seizoen voor om een vaste deelnemer te zijn aan de Wereldbekerwedstrijden op de 1000 meter, dit leidde uiteindelijk tot een vierentwintigste plaats in de eindrangschikking.

## Persoonlijke records
| Afstand    | Tijd     | Datum            | Baan           |
| ---------- | -------- | ---------------- | -------------- |
| 500 meter  | 35,06    | 13 februari 2010 | Salt Lake City |
| 1000 meter | 1.09,00  | 21 november 2009 | Calgary        |
| 1500 meter | 1.46,19* | 20 november 2009 | Calgary        |
| 3000 meter | 3.53,82  | 9 januari 2009   | Calgary        |
| 5000 meter | 7.01,21  | 9 januari 2010   | Calgary        |

* = Tevens nationaal juniorenrecord

## Resultaten
| Jaar | WK Afstanden | Wereldbeker        | WK junioren                            |
| ---- | ------------ | ------------------ | -------------------------------------- |
| 2009 |              |                    | NC25 · (, 27, 11, -) · 500m · 6e 1000m |
| 2010 |              | 49e 500m 44e 1000m | 500m · 1000m · 10e 1500m               |
| 2011 |              | 44e 500m 24e 1000m |                                        |
| 2012 |              | 30e 500m 44e 1500m |                                        |
|      |              |                    |                                        |
| 2014 |              | 44e 1500m          |                                        |
| 2015 | 14e 1000m    | 36e 500m 18e 1000m |                                        |
| 2016 | 21e 1000m    | 29e 1000m          |                                        |
| 2017 |              | 50e 1000m 0p 1500m |                                        |

- = geen deelname
NC# = niet gekwalificeerd voor de laatste afstand, maar wel als # geklasseerd in de eindrangschikking
(#, #, #, #) = afstandspositie op juniorentoernooi (500m, 3000m, 1500m, 5000m).